# In the Twilight (film 1915)
In the Twilight è un cortometraggio muto del 1915 diretto da Thomas Ricketts. Prodotto dall'American Film Manufacturing Company su un soggetto di Marc Edmund Jones, aveva come interpreti Harry Van Meter, Vivian Rich, Jack Richardson, Charlotte Burton.

## Trama
Due sorelle, Ellen e Mary, sono corteggiate da due fratelli, George e Sam. La vita si apre davanti a loro, felice. La sera, la madre delle ragazze suona la canzone del crepuscolo e dice loro che, come sono felici ora nel crepuscolo della giornata, così devono guardare per mantenere il loro amore e la felicità anche nell'ora del crepuscolo della vita. Le sorelle ridono, senza avere alcun dubbio sul loro futuro.
Sam e Mary si sposano e la loro si rivela un'unione felice. George, invece, decide di andare in città, dove presta inizia per lui una rovinosa caduta. Alla fattoria resta, con il cuore spezzato, Ellen, mentre lui sposa un'altra donna.
Qualche anno più tardi, George esce dal penitenziario dove era finito a scontare una condanna. Sua moglie è morta e lui ora torna alle sue radici, visitando la casa della sua infanzia. Scopre così che Sam e Mary hanno adottato sua figlia e che la fedele Ellen non l'ha dimenticato. Così, nel crepuscolo della vita, gli amanti che avevano perso i loro sogni di gioventù, sono finalmente riuniti.

## Produzione
Il film fu prodotto dalla American Film Manufacturing Company.

## Distribuzione
Distribuito dalla Mutual, il film - un cortometraggio in due bobine - uscì nelle sale cinematografiche degli Stati Uniti il 15 febbraio 1915.